# 모모도 뮤타이루
모모도 뮤타이루 (1976년 9월 2일 ~ )는 나이지리아의 전 축구 선수이다.

## 통계
| 나이지리아 | 나이지리아 | 나이지리아 |
| 연도       | 출전       | 골         |
| ---------- | ---------- | ---------- |
| 1995       | 2          | 0          |
| 합계       | 2          | 0          |